# Lac de Charmes
Le lac de Charmes ou réservoir de Charmes, créé à la fin du XIXe siècle, est l'un de quatre réservoirs qui alimentent le bief supérieur du canal entre Champagne et Bourgogne. Un village a été ennoyé lors de sa construction pour les besoins du canal. Son barrage est remarquable.

## Géographie

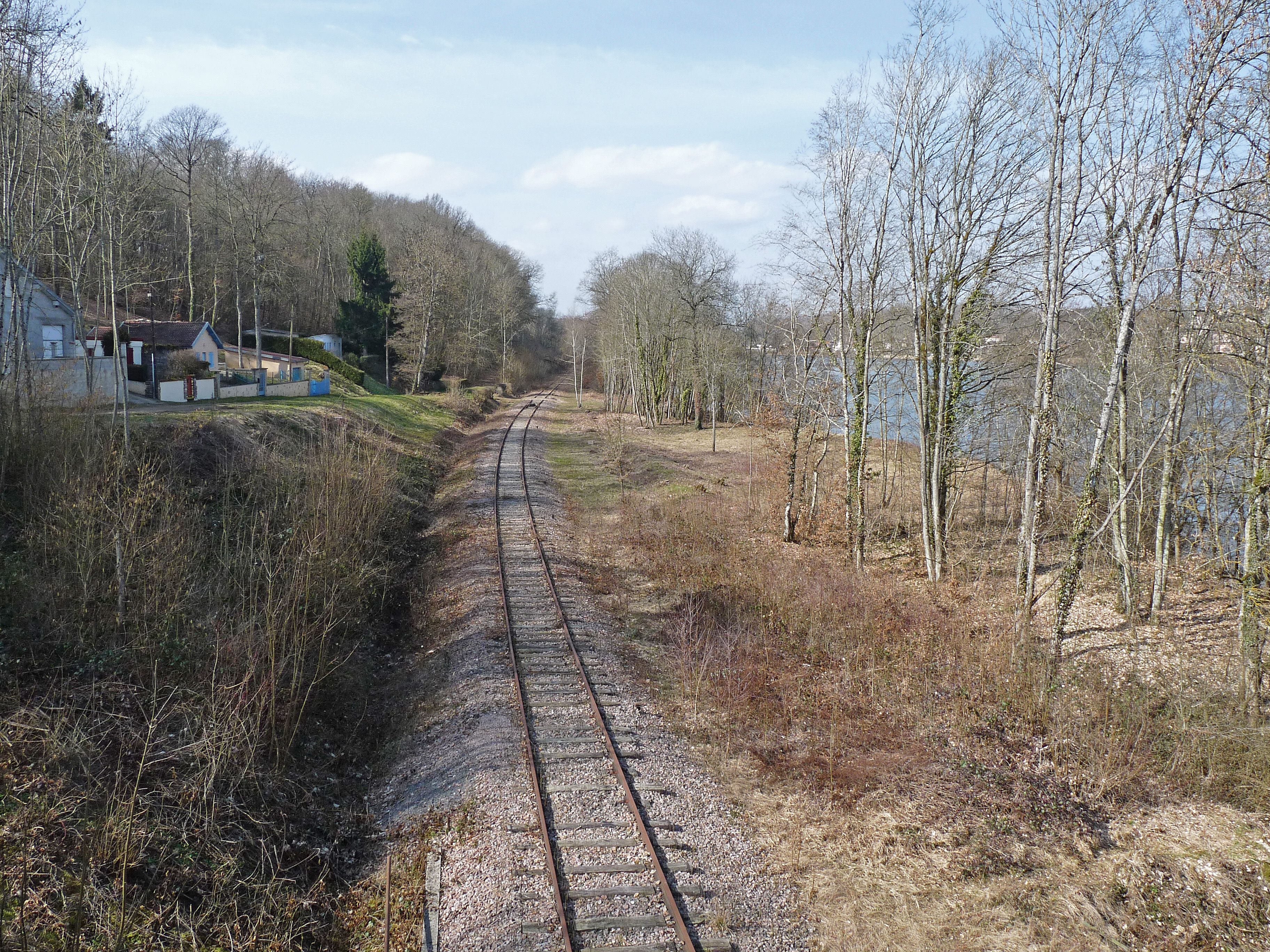
Ancienne voie ferrée longeant la rive sud

Il est situé à 8 km au nord de Langres, dans le pays dit « des Quatre Lacs » et bordé par quatre communes : Charmes, Changey, Bannes et Neuilly-l'Évêque.
Le lac est alimenté par un ruisseau s'appelant à sa sortie Val de Gris et qui prend sa source près de Poiseul.
Sur sa rive nord il est longé sur toute la longueur par la départementale D 121.  Il est traversé par la D 54 et la D 74.
Autrefois une ligne de chemin de fer reliant Langres à Andilly (Haute-Marne) longeait la rive sud. Elle est aujourd'hui désaffectée.

## Dimensions
C'est en grandeur le deuxième réservoir d'alimentation du versant nord du canal, après le réservoir de la Liez.
Il a une superficie de 197 ha et 13,3 km de rive.

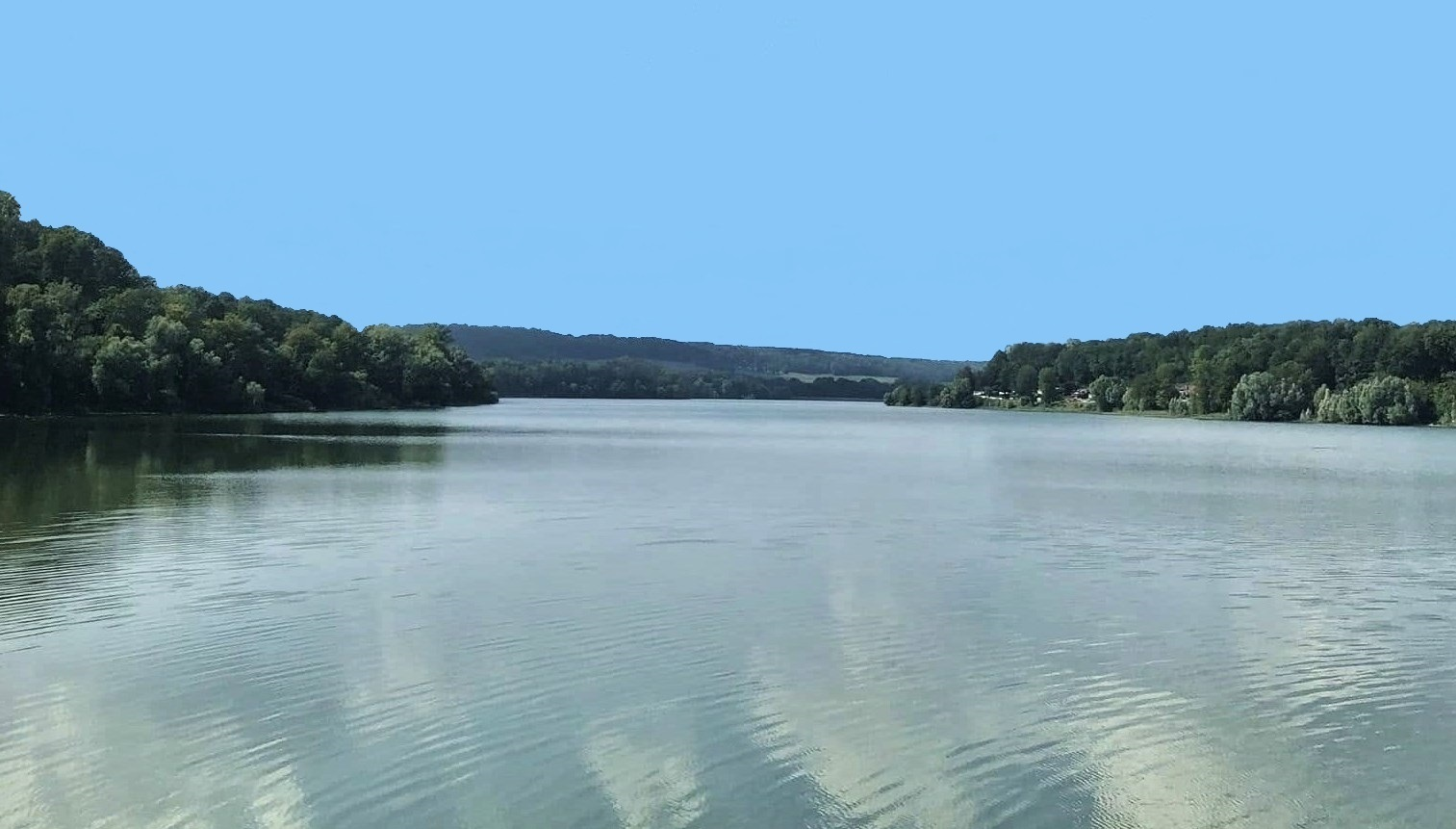
Le lac de Charmes

## Faune
On y pêche la carpe, le brochet, la perche, le sandre mais on y trouve également de plus en plus de silures.
Le lac attire de nombreuses espèces d'oiseaux migrateurs, dont une partie hivernera : divers canards et sarcelles (canard colvert, canard souchet, canard pilet, sarcelle d'été, sarcelle d'hiver), des fuligules et notamment la fuligule milouinan, la fuligule milouin et la fuligule morillon, le chevalier guignette, la guifette noire, etc. Des couples de grèbes huppés, grèbes castagneux et foulques macroules se reproduisent ici. Différents rapaces fréquentent le lac : le balbuzard pêcheur (en migration), les milans, la buse… Ainsi sur les soixante neuf espèces recensées, trente six sont protégées par la loi et quatre sont inscrites sur la liste rouge des oiseaux (nicheur ou hivernant) de Champagne-Ardenne. Une tortue, la cistude d'Europe a été aperçue au niveau de la queue du lac, elle est protégée en France et en Europe (convention de Berne) et inscrite sur la liste rouge de la faune menacée en France. L'entomofaune, essentiellement les libellules, est bien représentée sur le réservoir, avec quatre espèces rares dans la région sur les quinze recensées sur la zone.

## Flore
Les rives du lac abritent une végétation spéciale, stabilisée depuis longtemps avec des ceintures de végétation très typiques, déterminée essentiellement par le gradient d'humidité du substrat : 
- végétation aquatique de type Potamion et Lemnion (c'est-à-dire comprenant des espèces végétales appartenant aux genres Potamogeton et Lemna), caractéristique des eaux douces à courant faible ou stagnantes,
- ceinture amphibie (roselière à Phragmites),
- ceinture interne (cariçaie à Carex vesicaria),
- végétation prairiale soumise à l'inondation hivernale et au tassement du sol (action mécanique des vagues en hiver et piétinement en été),
- saulaie à saule cendré et ormaie-frênaie.

Les espèces notables sont le crypside faux-vulpin, espèce méridionale en limite d'aire, l'utriculaire négligée, curieuse plante carnivore flottante, ainsi que le sisymbre couché (ou braya), espèce pionnière des grèves bordant les eaux, rare en France, protégé au niveau national et en Europe (convention de Berne), retenu comme espèce déterminante pour la directive-Habitats, cité dans le livre rouge de la flore menacée de France en tant qu'espèce vulnérable et inscrit sur la liste rouge des végétaux menacés de Champagne-Ardenne.

## Tourisme

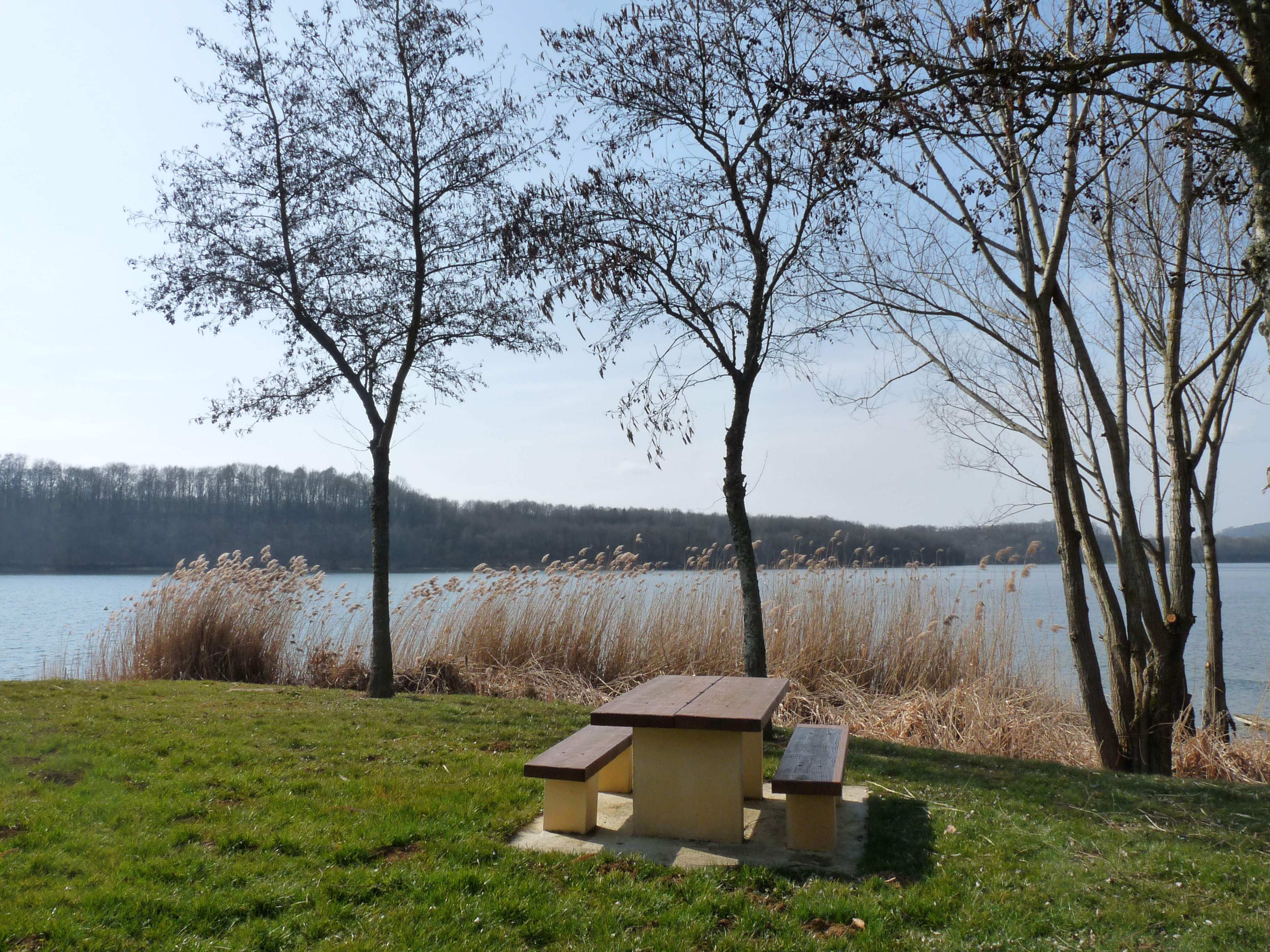
Aire de détente au bord du lac.

Il s'agit d'un site touristique en partie aménagé pour les activités de loisirs (plage surveillée en haute saison, camping…). Il est possible de louer des bateaux à pédales, canoës de promenade ou pêche, avirons et barques de pêche.
Un chemin de randonnée a été créé sur son pourtour, alternant sentiers sous bois, passerelles, barrage et chemins.